# Chthonius tenuis
Espèce
Synonymes
- Chthonius tenuichelatus Hadži, 1937
- Chthonius microphthalmus vallei Caporiacco, 1949

Chthonius tenuis est une espèce de pseudoscorpions de la famille des Chthoniidae.

## Distribution
Cette espèce se rencontre en Europe et en Algérie.

## Publication originale
- L. Koch, 1873 : Uebersichtliche Dartstellung der Europäischen Chernetiden (Pseudoscorpione). Bauer und Raspe: Nürnberg, p. 1-68 (texte intégral).